# Manuel Fialho
Manuel Fialho (Évora, 5 de Maio de 1938 - Évora, 25 de Março de 2020), foi um gastrónomo português. Contribuiu de forma decisiva para o desenvolvimento da cultura e do turismo alentejanos, tendo sido considerado um dos principais responsáveis pela preservação e divulgação da culinária tradicional da região.

## Biografia

### Nascimento
Nasceu na cidade de Évora, em 5 de Maio de 1938, sendo o seu pai também denominado de Manuel Fialho.

### Carreira
Foi o responsável pelo restaurante O Fialho, em Évora, que se tornou famoso como um dos principais símbolos da cozinha alentejana em território nacional. Este estabelecimento tinha sido fundado pelo seu pai em 1945, no final da Segunda Guerra Mundial, como uma taberna, tendo Manuel Fialho e os seus dois irmãos começaram a trabalhar no restaurante na Década de 1950. Os três irmãos destacaram-se pelos seus esforços na salvaguarda da cozinha tradicional alentejana, tendo Manuel Fialho sido sucedido pelo seu irmão Amor na exploração do restaurante, enquanto que o terceiro irmão, Gabriel, falecido em 2013, foi equiparado aos maiores cozinheiros na Europa.
Durante grande parte da sua carreira, Manuel Fialho dedicou-se à preservação da culinária tradicional da região, tendo seguido um sistema análogo ao da gastrónoma Maria de Lourdes Modesto, que consistiu na organização de concursos de doçaria e culinária, enquanto recolhia as receitas que eram utilizadas nas habitações. No âmbito deste trabalho fez viagens por todo o Alentejo, tendo-se encontrado tanto com especialistas como com famílias humildes, tendo conseguido descobrir muitas das práticas tradicionais da região, que criaram um estilo culinário único.
Fez parte de várias equipas directivas da Entidade Regional de Turismo do Alentejo, e foi um dos fundadores da Confraria Gastronómica e da Agência de Promoção Turística do Alentejo, tendo nesta última exercido posições de direcção e presidido à Mesa da Assembleia Geral. Colaborou igualmente em diversos programas para o desenvolvimento do turismo na região. Presidiu igualmente à delegação de Évora da Associação da Hotelaria, Restauração e Similares de Portugal durante cerca de vinte anos. Como presidente da Confraria Gastronómica, foi o coordenador da Carta Gastronómica do Alentejo - Monumenta Transtaganae Gastronomica, em conjunto com o historiador António Amodôvar, o sociólogo Francisco Sabino e o médico veterinário José Luís Tirapicos Nunes. Também foi o coautor de várias obras sobre a culinária tradicional da região.

### Falecimento e homenagens
Faleceu em 25 de Março de 2020, na cidade de Évora, devido a uma doença prolongada. O corpo de Manuel Fialho foi cremado em Elvas.
Em 2010 recebeu o Prémio Personalidade da Entidade Regional de Turismo, como parte dos prémios do Turismo do Alentejo, e em 2016 foi condecorado com o Prémio da Agência Regional de Promoção Turística. Em 28 de Novembro de 2018, foi premiado pela Associação da Hotelaria, Restauração e Similares de Portugal com uma medalha e um diploma de honra, pelo seu contributo na classificação da gastronomia como Património Cultural de Portugal.
Na altura do seu falecimento, foi homenageado por Vítor Silva, presidente da Agência de Promoção Turística do Alentejo, que referiu que «O Alentejo perde uma figura de vulto que tanto contribuiu para a gastronomia, a cultura e o turismo do Alentejo» e que «embora hoje o Alentejo fique órfão de uma figura amada e admirada por muitos, Manuel Fialho deixa muitos discípulos numa geração de cozinheiros que, através do seu trabalho, lhe prestarão uma homenagem diária.». O presidente da república, Marcelo Rebelo de Sousa, emitiu uma nota de pesar, onde destacou os esforços de Manuel Fialho na preservação da culinária tradicional alentejana.

## Obras publicadas
- FRANCO, Alberto; RODRIGUES, José Manuel; FIALHO, Manuel Rodrigues; FIALHO, Gabriel (2014). Fialho: gastronomia alentejana 2.ª ed. Lisboa: Althum.com. p. 201. ISBN 978-989-683-036-6
- FRANCO, Alberto; FIALHO, Manuel (2011). Porco Alentejano o Senhor do Montado. Althum.com. 147 páginas. ISBN 978-989-683-011-3
- SARAMAGO, Alfredo; FIALHO, Manuel; GONÇALVES, Inês (2004). Cozinha alentejana 3.ª ed. Lisboa: Assírio & Alvim. 271 páginas. ISBN 972-37-0494-3
- SARAMAGO, Alfredo; FIALHO,Manuel; MADEIRA Joaquim; VALE, Clara Roque (2000).Gastronomia e Vinhos do Alentejo. Assírio & Alvim . 255 páginas. ISBN 972-37-0581-8
- SARAMAGO, Alfredo; FIALHO, Manuel (1998). Doçaria dos Conventos de Portugal . Assírio & Alvim. 237 páginas. ISBN 972-37-0450-1
- FIALHO, Manuel (1995). Cozinha regional do Alentejo 2.ª ed. Mem Martins: Europa-América. 146 páginas. ISBN 972-1-03447-9